# مبادل كالسيوم-صوديوم
مبادل الكالسيوم-الصوديوم (ويشار إليه غالبا بمبادل Na+/Ca2+، البروتين المبادل، أو NCX) هو بروتين غشائي ومنادل تعاكسي يقوم بإزالة الكالسيوم من الخلايا. يستخدم مبادل الكالسيوم-الصوديوم الطاقة المخزَّنة في مدروج كهروكيميائي خاص بالصوديوم (Na+) عبر السماح لأيونات Na+ بالتدفق أسفل مدروجها عبر الغشاء البلازمي مقابل النقل العكسي لأيونات الكالسيوم (Ca2+) خارج الغشاء. تُصدّر أيونة كالسيوم واحدة مقابل توريد ثلاث أيونات صوديوم. يتواجد المبادل في العديد من أنواع الخلايا والأجناس الحيونية المختلفة. يُعتبر مبادل الكالسيوم-الصوديوم أحد أكثر الآليات الخلوية أهمية في إزالة Ca2+.
يتواجد المبادل عادة على الأغشية البلازمية والمتقدرات والشبكة الإندوبلازمية للخلايا القابلة للإثارة.